# جنگ‌های صلیبی از نگاه اعراب
جنگ‌های صلیبی از نگاه اعراب (عربی: الحروب الصليبية كما رآها العرب) کتابی از «امین معلوف» است که وقایع جنگهای صلیبی در نوشته‌های متفکران عرب توصیف شده‌است را ترسیم می‌کند. این کتاب در سال ۱۹۸۳ به زبان فرانسه منتشر شد و به زبان عربی ترجمه شده‌است.
این کتاب روایت مشتق شده از منابع تاریخی عرب است که به دنبال ارائه جنگ‌های صلیبی از یک دیدگاه عرب می‌باشد، به خصوص جنگ‌های صلیبی که به نظر می‌رسد بی‌رحمانه، وحشیانه و عقب مانده‌است.
اولین تهاجم در قرن یازدهم تا سقوط صلیبیون در قرن سیزدهم را نویسنده نوشته و روایت خود را شرح می‌دهد.
توصیف واقعیت‌های مربوط به حملات تهاجمی که برخلاف عصر امروز یک تاریخ عجیب و غریبی است که، مسیحیان به آن عنوان «وحشیگری» داده‌اند که ساده‌ترین قواعد افتخار و عزت و اخلاق اجتماعی نادیده گرفته شده‌است.